# Густав Адольф Кенготт
Густав Адольф Кенґотт (* 6 січня 1818 у Бреслау; † 4 березня 1897 у Лугано; варіант імені Йоганн Густав Адольф Кенґотт) був мінералогом.

## Життєпис
Батько був майстром з виготовлення рукавичок і походив з Ройтлінгена. З 1830 по 1838 рік Густав Адольф Кенґотт відвідував Гімназію Марії-Магдаленен у Бреслау. З 1838 року вивчав природничі науки у Вроцлавському університеті. У 1842 році він став «доктором філософії».
З 1844 по 1850 працював викладачем у Вроцлавському університеті. З 1850 по 1852 рік був викладачем Oberrealschule Братислави. Далі обійняв посаду куратора мінералогічних колекцій  у Відні з 1852 по 1856 рік.
З 1857 по 1893 рік він одночасно був професором з мінералогії в ETH Zurich і Університеті Цюриха. З 1875 по 1881 рік він був ректором Федеральної вищої технічної школи Цюриха.
Густав Адольф Кенґотт був членом Німецької національної академії наук Леопольдина і член Баварської академії наук. Він був членом Товариства німецьких природничих вчених і лікарів.

## Науковий доробок
Густав Адольф Кенґотт доклався до розвитку петрології і мінералогії сучасних природничих наук. У центрі його діяльності були систематичні мінералогічні дослідження в Карпатському регіоні. Він є автором кількох підручників з петрографії та мінералогії, першим описав декілька відкритих мінералів, таких як акантит, енстатит, грюнерит, гідроцинкіт, п'ємонтит, мілерит і пілсеніт. Він також придумав назви, які досі дійсні для різних мінералів, таких як фрайбергіт, галеніт і геміморфіт.

## Праці
- Tabellarischer Leitfaden der Mineralogie Zürich 1859.
- Elemente der Petrographie: zum Gebrauche bei Vorlesungen und zum Selbststudium, Leipzig 1868.
- Elementare Mineralogie: besonders zum Zwecke des Selbststudiums leicht fasslich dargestellt, Stuttgart 1890
- Lehrbuch der Mineralogie: zum Gebrauche beim Unterricht an Schulen und höheren Lehranstalten. Darmstadt
- v. Kurr's Mineralreich in Bildern, Zürich 1878. Überarbeitung der 3. Auflage (online verfügbar als PDF 3,5 MB [Архівовано 24 лютого 2014 у Wayback Machine.])